# Faydee
 (avril 2020).
Si vous disposez d'ouvrages ou d'articles de référence ou si vous connaissez des sites web de qualité traitant du thème abordé ici, merci de compléter l'article en donnant les références utiles à sa vérifiabilité et en les liant à la section « Notes et références ».
 (décembre 2024).
Fady Fatrouni, plus connu sous son nom de scène Faydee, est un chanteur et compositeur d'origine libanaise né le 2 février 1987 à Sydney, en Australie.

## Discographie
(décembre 2024).
- Si vous ne connaissez pas le sujet, laissez ce bandeau (vous pouvez alors contacter les auteurs).
- Si vous supprimez le contenu mis en cause (vous pouvez préalablement contacter les auteurs),

argumentez précisément cette suppression dans la page de discussion
(un manque de référence n'est pas un argument ; une recherche réelle de référence doit avoir été effectuée, être formellement documentée).

### Chansons
- 2014 : Habibi (I Need Your Love) (Shaggy, Mohombi, Faydee, Costi)
- 2014 : Habibi (avec Galena)
- 2014 : Habibi (Улыбнись и все Ок) (avec Shahzoda et Dr. Costi)
- 2015 : I Need Your Love (Shaggy feat. Mohombi, Faydee & Costi)

### Autres singles et vidéos
- 2008 : Never Ever
- 2010 : Shelter Your Heart
- 2010 : I Should've Known (feat. Manny Boy)
- 2011 : Fallin' (Ya Gamil) (produit par Divy Pota)
- 2011 : Say My Name
- 2011 : Psycho
- 2012 : Forget the World
- 2012 : Laugh Till You Cry (feat. Lazy J)
- 2013 : Unbreakable (feat. Miracle)
- 2013 : Catch Me
- 2013 : Can't Let Go YouTube)
- 2014 : You Deserve Better
- 2014 : Beautiful Girl (avec Costi)
- 2014 : Far Away
- 2014 : Maria
- 2014 : Habibi (I Need Your Love) (YouTube)
- 2014 : In the Dark
- 2015 : Who (with Claydee)
- 2015 : Move On (C'est la vie)
- 2015 : Lullaby
- 2015 : Sun Don't Shine
- 2016 : Legendary
- 2016 : Amari
- 2016 : Burn It Down (with Ahzee)
- 2016 : Nobody (feat. Kat DeLuna & Leftside)
- 2017 : What Is Love?
- 2017 : Right Here
- 2017 : More
- 2017 : Friendzone (feat. Demarco)
- 2017 : When I'm Gone (feat. Bess & Gon Haziri)
- 2017 : Toy (feat. WSTRN)
- 2018 : Crazy
- 2018 : Habibi Albi (feat. Leftside)
- 2018 : Bang Bang
- 2019 : Away
- 2019 : Gravity (feat. Hande Yener & Rebel Groove)
- 2019 : Enchanté (feat. Alina Eremia & Raluka)
- 2019 : Habibi Albi (Remix) (feat. Shahzoda)
- 2019 : Salam
- 2019 : Trika Trika (feat. Antonia)
- 2020 : Leila ليلى (Roxanne Arab Remix)
- 2020 : Idwk (I Don't Wanna Know) (feat. Gon Haziri)
- 2020 : Aywa (feat. Valderrama)
- 2020 : Ye Ye (Faydee x Tm Bax x Pav Dharia)
- 2020 : Hala

### Apparaît dans
- 2014 : Dangerous (Moody feat. Faydee)
- 2014 : Mad in Love (Lazy J feat. Faydee)
- 2015 : Luv You Better (Manny feat. Faydee)
- 2015 : Live Forever (DJ James Yammouni feat. Faydee)
- 2016 : Love in Dubai (DJ Sava feat. Faydee)
- 2016 : Believe (Kay One feat. Faydee)
- 2017 : On My Way (James Yammouni and Faydee feat. Adam Saleh)
- 2017 : Waynak (Adam Saleh & Faydee)
- 2017 : Right There (Adam Saleh & Faydee feat. Silento)
- 2018 : Yullah (Ahzee feat. Faydee)
- 2018 : Belly Dancer (DJ Moh Green feat. Faydee & Young Zerka)
- 2018 : Don't Know Why (Ayo Jay feat. Faydee & James Yammouni)
- 2019 : Stay (Spyne feat. Faydee)
- 2019 : Yalla Habibi (Luana Vjollca & Faydee)
- 2019 : Better Days (Arman Cekin feat. Faydee & Karra)
- 2020 : "Layla" (Topo La Maskara feat. Faydee & Mr. Vegas)